# Marinette Pichon
Marinette Angela Pichon (Bar-sur-Aube, 26 novembre 1975) è un'ex calciatrice francese, di ruolo attaccante.

## Biografia
Ha terminato la sua carriera calcistica all'età di 31 anni.
Apertamente lesbica, nel novembre 2012 Pichon è diventata la seconda donna in Francia ad ottenere un congedo per "paternità" a causa di un cambiamento legislativo.oro figlio grazie alla tecnica della fecondazione in vitro con trasferimento dell'embrione (FIVET). Le due donne si sono sposate il 7 novembre 2012.
Il 5 aprile 2018 ha pubblicato un libro autobiografico, intitolato Ne jamais rien lâcher.

## Caratteristiche tecniche
Giocava prevalentemente come prima punta d’attacco. Aveva un’ottima propensione al gol.

## Carriera

### Club
Ha iniziato la sua carriera al Saint-Memmie Olympique, per proseguire poi nella Women's United Soccer Association (WUSA), la lega professionistica americana. Ha giocato per il Philadelphia Charge durante la stagione 2002-2003, classificandosi al secondo posto in classifica in reti segnate e vincendo i premi Most Valuable Player e Offensive Player of the Year. Nel 2003, è stata al comando della classifica marcatori e ha avuto la media più alta relativa ai gol a partita.
Dopo che la WUSA si sciolse nel 2003, tornò in Francia, dove giocò per il FCF Juvisy. È stata la migliore realizzatrice di gol nelle stagioni 2000/01, 2001/02, 2004/05 e 2005/06. Ha anche giocato per il New Jersey Wildcats nell'American W-League durante la stagione 2004, guidando il campionato per i gol segnati, nonostante abbia giocato solo in dieci partite.

### Nazionale
Ha giocato per la nazionale francese dal 1994 fino al 2006, annunciando il suo ritiro all'età di 31 anni dopo l'eliminazione della Francia dalle qualificazioni della Coppa del Mondo. Durante la sua carriera con la nazionale ha segnato 82 gol in 112 partite. Ha giocato per la Francia anche durante la Coppa del Mondo femminile FIFA del 2003.